# Bre-X-Skandal
Der Bre-X-Skandal, oder Busang-Schwindel von 1997 war einer der größten Bergbau- und Börsenskandale der kanadischen Geschichte. Benannt ist er nach der kanadischen Explorations-Gesellschaft Bre-X Minerals Ltd. (Calgary) und deren Höffigkeitsgebiet Busang in der indonesischen Provinz Kalimantan Timur auf Borneo. Zeitweilig galt Busang als eine der größten jemals entdeckten Gold-Lagerstätten der Welt, bis bekannt wurde, dass die zur Vorratsberechnung verwendeten Gesteinsproben massiv und systematisch verfälscht waren. Der Schwindel gilt als einer der waghalsigsten und am sorgfältigsten durchgeführten der Bergbaugeschichte. Die jeweilige Verantwortung von einzelnen Angehörigen des Bre-X-Managements ist bis heute ungeklärt, und bisher wurde noch niemand rechtskräftig für den Betrug verurteilt.

## Vorgeschichte

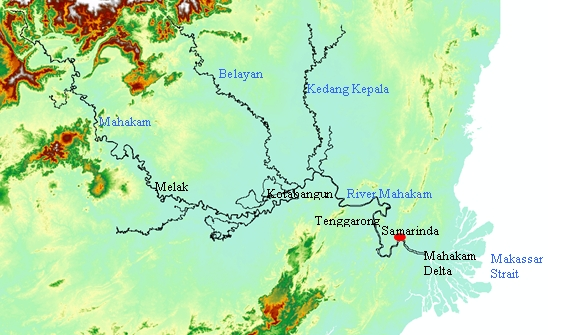
Einzugsgebiet des Mahakam auf Borneo

Das Höffigkeitsgebiet Busang liegt etwa 350 km nordöstlich von Samarinda. Es wurde 1986 von John Felderhof identifiziert, damals Chefgeologe der kleinen australischen Explorations-Gesellschaft Jason Mining. Zu dieser Zeit wurde das Gebiet jedoch noch Muara Atan genannt. Um es zu erreichen, war eine zwölfstündige Fahrt in einem Schnellboot über den Mahakam und den Kelinjau nötig, gefolgt von weiteren vier bis fünf Stunden im Kanu auf dem Atan. Bald nach ihm erschien der indonesische Geologe Jonathan Nassey, der für Westralian Resource Projects arbeitete und ebenfalls den Spuren einheimischer Goldsucher gefolgt war.
Erste Arbeiten wurden ein Jahr später von Westralians indonesischer Tochtergesellschaft PT Westralian Atan Minerals (kurz: PT WAM) durchgeführt. Bei deren einheimischen Partnern handelte es sich um den Geschäftsmann Jusuf Merukh, sowie um die einflussreiche Familie Syakerani. Der britische Geologe Stephen Walters nahm die ersten Gesteinsproben für geochemische Analysen und führte die erste geologische Kartierung der Zentral-Zone durch. Dabei entdeckte er ein kleines Gangsystem, das dem Erz in der bekannten Kelian-Goldmine in Kalimantan ähnelte, und die ersten ermittelten Goldgehalte waren durchaus ermutigend.
Noch ein weiteres Jahr später nahmen die Geologen John Levings und Graeme Chuck für Westralian Bodenproben, mit denen sie die Existenz von mehreren Gold-Anomalien nachweisen konnte, die sich in östliche oder nordöstliche Richtung erstreckten. Daraufhin öffneten sie mit einem Bulldozer einige Schurfgräben quer über diese Anomalien. Die Analysen waren ebenfalls interessant: Es fanden sich einige Abschnitte von sechs bis zwölf Metern mit einem durchschnittlichen Goldgehalt von 10 bis 15 Gramm pro Tonne. Daneben wurden auch noch weitere Gesteinsproben an der Oberfläche genommen, so auch in der späteren „Südost-Zone“. Diese lieferten jedoch viel geringere Werte als die aus der Zentral-Zone.
Währenddessen kaufte sich Montague Gold in das Projekt ein, indem sie einige von PT WAMs finanziellen Verpflichtungen übernahm, und 1989 führten sie gemeinsam die ersten 19 Probebohrungen durch. Zwar fand sich in allen, bis auf zwei Bohrungen, Gold, aber die Gehalte und Mächtigkeiten waren enttäuschend. Außerdem war die Lage der mineralisierten Zonen erratisch und ließen sich nur schwer in einer bestimmten geologischen Struktur einordnen. Größere Bergbaufirmen wie Homestake Mining, die sich die Ergebnisse anschauten, waren nicht beeindruckt und lehnten ein Joint Venture mit Montague und PT WAM ab. Das allgemeine Interesse an kleinen Projekten war nach dem Einbruch des Finanzmarktes von 1987 ohnehin noch immer sehr gering.
So wurden die Arbeiten in Busang für einige Jahre eingestellt und das Projekt kam unter die Kontrolle des Finanzinvestors Waverley Asset Management. 1992 wurde John Felderhof von Waverley beauftragt einen Käufer für das Projekt zu suchen. Daraufhin schickte er einen alten Bekannten, den philippinischen Geologen Michael de Guzman, um das Projekt erneut zu untersuchen. De Guzman galt nicht nur als fachlich kompetent, sondern auch als moralisch integer. Vor Jahren war er aus seinem Arbeitsplatz in der Akupan-Mine gemobbt worden, weil er sich nicht an den organisierten Golddiebstählen des mittleren Managements beteiligen wollte. Seine Beurteilung des Höffigkeitsgebietes war nun deutlich optimistischer als die vorangegangenen. So hielt er die Zentral-Zone nur für einen kleinen Teil eines weit größeren mineralisierten Systems, rund um einen ehemaligen Vulkanschlot, und empfahl weitere Arbeiten. Seine erste Schätzung der Ressourcen betrug mindestens 20 Millionen Tonnen mineralisiertes Gestein, mit einem durchschnittlichen Gehalt von 2 Gramm Gold pro Tonne, die im Tagebau bis 50 Meter Tiefe gewonnen werden könnten. Das ergäbe einen Goldgehalt von etwa 40.000 kg oder 1,3 Millionen Unzen. Damit wäre die psychologisch wichtige „Eine-Million-Unzen-Grenze“ überschritten, ab der auch größere Investoren interessiert werden könnten. Eine weitere, spekulativere Schätzung von Michael de Guzman ergab im Untertagebau bis 150 Meter Tiefe abbaubare 60 Millionen Tonnen Erzressourcen mit einem Goldgehalt von über 3,5 Gramm pro Tonne, zusammen 210 Tonnen Gold oder 6,8 Millionen Feinunzen. Diese Ressource schloss allerdings die Hälfte des übertägigen Vorkommens mit ein.

## Der Aufstieg von Bre-X
Im März 1993 wurde Felderhof von dem kanadischen Geschäftsmann David Walsh kontaktiert, der ihn vor Jahren flüchtig kennengelernt hatte, und der sich nun, nach mehreren geschäftlichen Misserfolgen, um neue vielversprechende Projekte für seine Explorations-Firma Bre-X Minerals bemühte. Im April fand ein erstes Treffen in Jakarta statt. Zwar handelte es sich bei Walsh keineswegs um den finanzkräftigen Investor, den man sich erhofft hatte, dennoch kam das Geschäft zustande. Felderhof wurde Bre-X-Manager für Indonesien und heuerte de Guzman als Chefgeologen an. Dazu kamen die Geologen Jonathan Nassey und Cesar Puspos.
Im Laufe des Sommers bemühte sich Walsh um die Beschaffung von Kapital – die Bre-X-Aktie wurde zu diesem Zeitpunkt mit etwa 45 Cent gehandelt – und im Oktober wurden die ersten drei Probebohrungen in Busang durchgeführt. Während die ersten beiden Bohrungen fast taub waren, lieferte das dritte Loch, zur größten Erleichterung aller Beteiligten, drei goldhaltige Zonen, eine davon über 40 Meter mächtig.
Nun schauten sich auch große Bergbaugesellschaften, wie Barrick Gold, Teck Resources, Newmont Mining und Placer Dome das Projekt an, waren aber nicht beeindruckt. Nur Paul Kavanagh, der renommierte Leiter der Explorations-Abteilung von Barrick Gold, zeigte Interesse. Als er überraschend seine Position aufgab, um dem Vorstand von Bre-X beizutreten, sorgte das für Erstaunen in der Branche. Aber die sehr ermutigenden Resultate weiterer Bohrungen Anfang 1994 schienen seine Entscheidung glänzend zu bestätigen. Analysten veröffentlichten nun die ersten positiven Besprechungen über das Busang-Projekt, und der bisher immer noch drohende Bankrott war fürs Erste abgewendet. Der Aktienkurs von Bre-X begann langsam zu steigen und erreichte bis Ende des Jahres fast drei kanadische Dollar.
Im Februar 1995 wurde die erste unabhängige Ressourcenberechnung des Consultants Roger Pooley veröffentlicht: mindestens 10,3 Millionen Tonnen Erz, mit einem Goldgehalt von 2,9 g/t, also tatsächlich 29,9 Tonnen Gold (etwa 1 Million Unzen). Zur selben Zeit wurde die Entdeckung der sogenannten „Südost-Zone“ (oder Busang II) bekannt gegeben. Anders als die Zentral-Zone erstreckte sich diese Zone von mineralisiertem Gestein über eine Länge von fast fünfeinhalb Kilometer und war auch in Luftbildaufnahmen deutlich zu erkennen. Erneut lieferten die Probebohrungen höchst erfreuliche Resultate. Bei den einheimischen Minderheitsteilhabern handelte es sich wieder um die Familie Syakerani, der andere Teilhaber von Busang I, Jusuf Merukh, wurde jedoch nicht an dem neuen Prospekt beteiligt. Dieser Umstand sollte später noch zu entscheidenden juristischen Verwicklungen führen.
Im September erneuerte auch Teck sein Interesse, denn man hatte bemerkt, dass die regionalen Strukturen und die Gesteinsalteration von Busang selbst in Satellitenfotografie zu erkennen waren. Als Teck vorschlug, eigene Probebohrungen durchzuführen, wie es vor einem Joint Venture gängige Praxis ist, lehnte Walsh aber überraschend ab. Ebenso untersagte Felderhof, bis zum Abschluss des Bohrprogramms in der Südost-Zone, Besuche von Vertretern interessierter Unternehmen auf dem Gelände.
Im Oktober veröffentlichte PT Kilborn Pakar Rekayasa, der indonesische Zweig der angesehenen Consulting- und Ingenieurs-Firma Kilborn Engineering, unter Einschluss der neuen Bohrungen, eine neue Ressourcenberechnung: 35 Millionen Tonnen Erz mit 2,44 g/t, also 85 Tonnen Gold (2,75 Millionen Unzen). Davon abgesehen, dass diese Ergebnisse höher lagen als die Pooleys, war auch das Ansehen Kilborns weit größer als das eines einzelnen Beraters. Die inoffiziellen Schätzungen Felderhofs über das mögliche Potential des Busang-Projektes waren aber, wie schon zuvor, stets um ein Vielfaches höher, nach weiteren „Scout-Bohrungen“ mit fabulösen Ergebnissen in der Südost-Zone, sogar um Größenordnungen. Im November erzielten die Bre-X-Aktien einen vorläufigen Höchstpreis von 59 kanadischen Dollar. Als danach für eine Weile keine neuen Analysedaten mehr veröffentlicht wurden, sank der Kurs wieder.
Die ersten Berechnungen für die Südost-Zone wurde am 20. Februar 1996 veröffentlicht: 41 Millionen Tonnen Erz von gemessenen und möglichen Ressourcen, mit 2,72 g/t, also 110 Tonnen Gold (3,6 Millionen Unzen), dazu 110 Millionen Tonnen von vermuteten Erzressourcen, mit 2,65 g/t, also 290 Tonnen Gold (9,4 Millionen Unzen). Zusammen mit den bereits errechneten Ressourcen aus der Zentral-Zone ergäbe das bereits knapp 16 Millionen Unzen. Die Anleger waren über diese Zahlen begeistert und der Börsenkurs stieg bis Ende des Monats auf über 100 Dollar. Dabei wurde allerdings übersehen, dass bei „vermuteten“ Ressourcen nur eine Aussagesicherheit von 20 bis 40 % vorliegt. Bei nüchterner Betrachtung war der Börsenkurs dem errechneten Wert des Unternehmens bereits jetzt schon weit voraus. Aber selbst erfahrene Top-Analysten, wie Egizio Bianchini wurden von der Euphorie erfasst, und starrten nur auf die vermeintlich riesige Zahl der „Unzen“ und das zukünftige Potential der Lagerstätte. Es kursierten bereits Vergleiche mit Weltklasse-Lagerstätten wie dem Witwatersrand oder dem Carlin-Gürtel (Nevada). Skeptikern unterstellte man hingegen, sie seien bloß neidisch auf den Erfolg der kleinen „Junior“-Gesellschaft.
Am 23. April wurde Bre-X in die Toronto Stock Exchange aufgenommen, wo die Gesellschaft bald im Index der dreihundert besten Unternehmen (TSE 300) erschien. Im Mai erreichte die Aktie einen Rekordwert von 286,5 kanadischen Dollar. Damit stieg der Börsenwert des Unternehmens auf 6 Milliarden kanadische Dollar (etwa 4,4 Milliarden US-Dollar) und es wurde ernsthaft erwogen Bre-X in den Dow Jones Index aufzunehmen. Ab September notierte sie im New Yorker NASDAQ. In regelmäßigen Abständen wurden neue Ressourcenberechnungen veröffentlicht, stets mit noch mehr Millionen von „Unzen“.

## Rechtliche Probleme und der „Bieterkrieg“ um Busang
Schon bald nachdem sich Bre-Xs enormer Erfolg abzuzeichnen begonnen hatte, meldete sich Waverley Asset Management, der ehemalige Besitzer von PT WAM. Die Firmenleitung bezichtigte Felderhof, er habe beim Verkauf der Aktien an Bre-X mehr im eigenen Interesse gehandelt als dem seines Auftraggebers. Als sich dann noch herausstellte, dass aus unklaren Gründen bei der indonesischen Bergbaubehörde nicht Bre-X, sondern immer noch Westralian Resource Projects als ausländischer Teilhaber von PT WAM eingetragen war, hatte Waverley wieder einen Fuß in der Tür. Bre-X „löste“ das Problem, indem sie Waverley für 5,6 Millionen US-Dollar einfach PT WAMs Muttergesellschaft abkaufte.
Am 20. Juli 1996 lief Bre-Xs amtliche Erlaubnis für Probebohrungen in Busang II ab. Dem Antrag auf Verlängerung der Erlaubnis wurde zunächst stattgegeben, am 15. August wurde sie jedoch wieder zurückgezogen, wahrscheinlich auf Betreiben Merukhs, der seinen Ansprüchen in der Südost-Zone Nachdruck verleihen wollte. Trotzdem setzte Bre-X sein Bohrprogramm fort, um dem fallenden Börsenkurs entgegenzuwirken.
Im Herbst gab Bre-X bekannt, dass man einen Partner für die Entwicklung des Busang-Projektes suchte, sei es eine Fusion mit einer anderen Gesellschaft, ein Joint Venture, oder der Verkauf eines Teils oder der gesamten Lagerstätte. Da jetzt schon abzusehen war, dass dieses Geschäft in Größenordnungen von Milliarden von Dollar liegen würde, kamen dafür nur wenige große Goldproduzenten in Frage. Um ihre eigene Position zu stärken und um die immer noch ausstehenden Explorations-Genehmigungen zu erlangen, schloss Bre-X eine „strategische Partnerschaft“ mit PT Panutan Duta, einer Gesellschaft im Besitz von Sigit Harjojudanto, dem ältesten Sohn des Präsidenten Suharto. Barrick Gold verband sich hingegen mit der Citra Group, die von Suhartos ältester Tochter Siti Hardyanti Rukmana kontrolliert wurde. Auch andere Gesellschaften wie BHP Billiton bekundeten ihr Interesse, zogen sich aber wieder zurück, weil sich die indonesische Regierung zu sehr in das Geschäft einmischte. Selbst Brian Mulroney, der ehemalige Ministerpräsident von Kanada, und George Bush, ehemaliger Präsident der Vereinigten Staaten, beide mit Beraterverträgen von Barrick, setzten sich bei Suharto für das Unternehmen ein. So entstand der Eindruck einer Verschwörung zwischen dem indonesischen Bergbauministerium und Barrick, die mit juristischen Winkelzügen Druck auf Bre-X ausübten, um dem kleinen „Junior“-Unternehmen seinen Jahrhundertfund zu stehlen. Dies schädigte nachhaltig das Ansehen von Peter Munk, dem Präsidenten von Barrick Gold. Am 26. November verkündete Walsh, dass Bre-X von der indonesischen Regierung angewiesen wurde, bis zum 4. Dezember ein Joint Venture mit Barrick einzugehen, im Verhältnis 25 % zu 75 %.
Währenddessen drohten Waverley und Merukh mit weiteren juristischen Schritten. Anscheinend befürchtete die indonesische Regierung von diesen Prozessen eine Verzögerung des Produktionsbeginns in Busang und begann zu erwägen, das erzwungene Bre-X-Barrick-Joint Venture wieder aufzugeben. Stattdessen könnte Bre-X versteigert werden, mit der Begründung, dass Bre-X keine gültige Explorations-Erlaubnis besaß und Busang somit immer noch dem „indonesischen Volk“ gehöre. Prompt gab Bre-X eine neue Ressourcenberechnung heraus, um das Interesse der möglichen Bieter anzufeuern: 780 Millionen Tonnen Erz mit 2,38 g/t, also 1900 Tonnen (60 Millionen Unzen) Gold. Außerdem würde der Tagebau in Busang ein ungewöhnlich günstiges Abraum-Erz-Verhältnis von eins zu eins haben, und das Gold sei mit herkömmlichen metallurgischen Verfahren leicht zu gewinnen. Zum Jahresbeginn 1997 veröffentlichte Bre-X noch die Ergebnisse von zwölf weiteren Bohrungen mit hochgradigem Erz, teilweise über Intervalle von Hunderten von Metern.
Am 17. Januar bot Placer Dome eine Fusion mit Bre-X an, womit Walsh zum größten Einzelaktionär von Placer Dome geworden wäre. Der Köder für die indonesische Regierung sollte eine einheimische Beteiligung von 40 % an dem Unternehmen sein. Zu diesem Zeitpunkt mischte sich Muhammad Hasan in die Verhandlungen ein, ein persönlicher Freund Präsident Suhartos und einflussreicher Industrieller. Anscheinend versuchte er den drohenden öffentlichen Konflikt zwischen den auf verschiedenen Seiten stehenden Kindern Suhartos zu vermeiden. Nachdem sich Teck aus den Verhandlungen zurückgezogen hatte, fädelte Hasan ein Abkommen mit Freeport-McMoRan ein, bei dem auch die Familien Suharto und Syakerani großzügig bedacht wurden, sowie Hasan selbst. Der Vertrag wurde am 17. Februar 1997 vorgelegt und Freeport-McMoRan begann mit der endgültigen Bewertung des Projekts. Anders als zuvor Kilborn Engineering, die nur die von Bre-X genommenen Gesteinsproben neu analysieren und die angestellten Berechnungen überprüfen konnte, stand es Freeport-McMoRan nun frei, eigene Probebohrungen und Analysen durchzuführen.
Durch die juristischen Unsicherheiten und das erzwungene Joint Venture war Bre-Xs Börsenkurs ständig gesunken. Um diesem Trend entgegenzuwirken, wurde noch einmal eine Ressourcenberechnung veröffentlicht: 889 Millionen Tonnen Erz, mit 2,48 g/t, also 71 Millionen Unzen (etwa 2200 Tonnen Gold). Inoffizielle Schätzungen von Felderhof und Walsh bewegten sich hingegen bereits in Größenordnungen von hundert bis zweihundert Millionen Unzen, und das noch ohne Einschluss des angeblich enormen Potentials von Busang III.

## Höhepunkt und Absturz
Am 10. März fand in Toronto das jährliche Treffen der Prospectors and Developers Association of Canada statt, wo Felderhof die angesehene Auszeichnung als „Prospektor des Jahres“ erhielt. Noch am selben Abend erhielt Walsh einen Anruf von Freeport: in Busang gäbe es unerwartete Probleme mit den ersten Kontrollbohrungen. Der Projektmanager Michael de Guzman wurde daraufhin zurück nach Indonesien geschickt, um den Sachverhalt aufzuklären.
Am 19. März 1997 verschwand de Guzman, allem Anschein nach auf dem Weg nach Busang aus einem fliegenden Helikopter. Tags darauf veröffentlichte Bre-X einen angeblichen Abschiedsbrief, in dem de Guzman mitteilte, er habe wegen einer diagnostizierten Hepatitis-B-Erkrankung mit seinem Leben abgeschlossen. Vier Tage später wurde im Dschungel eine bereits stark verweste und von Tieren angefressene Leiche gefunden, die vom Bre-X-Metallurgen Jerry Alo als die de Guzmans identifiziert wurde.
Gerüchte über die Probleme in Busang sickerten in die Öffentlichkeit, und sofort begann ein rasender Ausverkauf von Bre-X-Aktien. Präsident Suharto verschob die Unterzeichnung des von Hasan ausgehandelten Vertrages auf unbestimmte Zeit. Walsh vermutete zunächst eine Short-Seller-Verschwörung, um den Aktienkurs von Bre-X zu drücken, und beschuldigte „Ghostwriter“, die Gerüchte im Internet verbreiteten, um das Ansehen der Firma zu schädigen. Auch der einflussreiche kanadische Analyst Egizio Bianchini erklärte die Vorwürfe zunächst für „albern“. David Walsh verlangte eine zweite Meinung und beauftragte die Consulting-Firma Strathcona Minerals mit einer Nachprüfung der Daten. Deren erster Eindruck war ebenfalls, dass das Busang-Projekt viel zu groß sei, als dass es sich um einen kompletten Betrug handeln könne.
Am 26. März veröffentlichte Freeport-McMoRan die Analyseergebnisse der von ihr selbst durchgeführten Probebohrungen, mit dem Ergebnis, dass ihre Proben nur „unbedeutende Goldgehalte“ enthielten. Diese Nachricht warf nun ein ganz neues Licht auf de Guzmans mutmaßlichen Selbstmord. Als am nächsten Tag der Aktienhandel wieder einsetzte, fielen die Bre-X-Aktien innerhalb einer halben Stunde von 13 Dollar auf 2 Dollar und 50 Cent.
Zunächst gab es noch Stimmen, Freeport wolle mit diesen Berichten nur den Kaufpreis drücken; es sei physisch unmöglich, 48.000 Gesteinsproben zu fälschen, ohne dass der Betrug entdeckt würde. Aber am 11. April veröffentlichte The Northern Miner, Kanadas wichtigste Bergbau-Zeitung, ein Video, das ein komplettes metallurgisches Labor auf dem Busanggelände zeigte, was ausgesprochen unüblich für ein Explorations-Camp ist. Dort bereitete Jerry Alo bereits seit der Frühphase des Projekts die Gesteinsproben auf, bevor er sie an unabhängige Labore verschickte.
Am 4. Mai erklärte auch Bre-Xs eigener Consultant, Strathcona, dass bereits die Proben aus den allerersten Bohrungen in der Zentral-Zone mit Goldstaub oder Goldkonzentraten aus Seifenlagerstätten „gesalzen“ worden waren. Die Konsistenz der gefälschten Proben ergab sich daraus, dass keine ganzen Bohrkerne an andere Labore verschickt wurden, sondern nur bereits gemahlene Proben. Sonst wären die erratischen, stark schwankenden Resultate sofort aufgefallen. Zur Glaubwürdigkeit hatte auch beigetragen, dass die Analysedaten plausibel in den geologischen Rahmen passten. Hätte die indonesische Regierung nicht darauf bestanden, einen Joint Venture-Partner eigener Wahl einzubringen, hätte diese Täuschung noch lange weitergehen können. Neue „Goldfunde“ hätten den Aktienkurs hoch gehalten, und eventuelle Interessenten hätten ein Vertraulichkeits-Abkommen mit Bre-X abschließen müssen, das heißt, sie hätten die Gründe für ihr Zurücktreten von geplanten Verträgen nicht an Dritte weitergeben dürfen. Zusammenfassend erklärte Strathcona: „Gleichwohl ist die Größenordnung der Verfälschung von Bohrproben, […] und die nachfolgende Fälschung von Analysedaten in Busang, von einem Ausmaß, von einer Dauer und von einer Präzision, welche, so weit wir wissen, ohne Parallele in der Geschichte des Bergbaus, irgendwo auf der Welt, ist.“
Der Handel mit Bre-X-Aktien bei der Toronto Stock Exchange und im NASDAQ wurde am 5. Mai eingestellt, und am folgenden Tag fiel der Kurs auf drei Cent. Am 8. Mai beantragten die Firmen Bre-X und Bresea Insolvenz.
Besonders über das ungeklärte Verschwinden de Guzmans kursierten in der Folge bald zahlreiche und widersprüchliche Gerüchte, nachdem klar geworden war, dass der bisher als integer geltende Geologe, der immerhin Bre-X-Aktien im Wert von 4,5 Millionen Dollar verkaufte, jahrelang ein Doppelleben geführt hatte. Anlässlich seiner Beerdigung kam heraus, dass er mit vier Frauen gleichzeitig verheiratet gewesen war, ohne dass die eine von den anderen etwas gewusst hätte. De Guzmans Familie wies hingegen die Selbstmord-Hypothese scharf zurück. In Wirklichkeit sei er im Auftrag der tatsächlich Verantwortlichen aus dem Helikopter geworfen worden, um ihn dann als einzigen Sündenbock darstellen zu können. Schon die Tatsache, dass in dem sumpfigen Dschungelgebiet überhaupt eine Leiche gefunden wurde, erregte Misstrauen, denn in derselben Region war ein Jahr zuvor schon eine komplette Helikopterbesatzung verschwunden, ohne dass man von ihnen auch nur die geringste Spur entdeckt hätte. In manchen Versionen hieß es, die Leiche sei anhand von Fingerabdrücken und Zahnstand identifiziert worden, in anderen, die Fingerabdrücke hätten nicht gepasst und de Guzman habe, wegen einer Mangelerkrankung in seiner Kindheit, überhaupt keine eigenen Zähne mehr gehabt. Laut einer Meldung in der konservativen kanadischen Zeitung National Post vom 12. Mai soll eine seiner Frauen schon im Februar eine Geldüberweisung aus Brasilien erhalten haben, also zu einem Zeitpunkt, an dem sich de Guzman, laut offizieller Darstellung, noch in Indonesien aufgehalten haben sollte. Dies hieße, de Guzman wäre in Wirklichkeit noch immer am Leben.

## Die Folgen
Ähnlich wie der Finanz-Crash von 1987 brachte der Bre-X-Skandal die gesamte Rohstoff-Branche in Bedrängnis. Auf Jahre hinaus wurde es für kleine und mittlere Explorations- und Bergbaugesellschaften sehr schwierig, an Risikokapital zu kommen.
Im Laufe des Mai wurde Bre-X von erbosten Anlegern mehrfach verklagt. Unter den größten Verlierern befanden sich drei öffentliche Einrichtungen in Kanada: die Alterskasse der städtischen Angestellten von Ontario (Ontario Municipal Employees Retirement Board) verlor etwa 45 Millionen Dollar, der Pensionsfonds von Québec (Quebec Public Sector Pension Fund) etwa 70 Millionen und die Pensionskasse der Lehrer von Ontario (Ontario Teachers Pension Plan) etwa 100 Millionen. Der Skandal hatte auch Auswirkungen auf den kanadischen Finanzsektor und brachte unter anderem den Chef des Toronto Stock Exchange in Verlegenheit, der 1999 entlassen wurde.
1999 stellte die kanadische Bundespolizei ihre Ermittlungen ein, ohne Strafanzeigen gegen irgendjemanden zu erheben; nur die privatrechtlichen Sammelklagen gegen Direktoren von Bre-X, Kilborn und einige Finanzberatungsfirmen wurden weiterverfolgt. In der Öffentlichkeit wurde dabei die mangelhafte personelle und finanzielle Ausstattung der Polizei zur Untersuchung von großangelegten Betrugsfällen kritisiert, sowie die unbefriedigende Rechtslage in Kanada.
2003 ging schließlich auch die letzte verbliebene Firma der Bre-X-Unternehmensgruppe (Bro-X) bankrott.
Die Geschichte um Bre-X wurde 2015 von Produzenten in Hollywood aufgegriffen. Unter dem Titel Gold – Gier hat eine neue Farbe drehte Stephen Gaghan einen Film, der lose auf der Geschichte beruht und am 25. Dezember 2016 in die US-amerikanischen Kinos kam.